# Sambo (etnicitet)

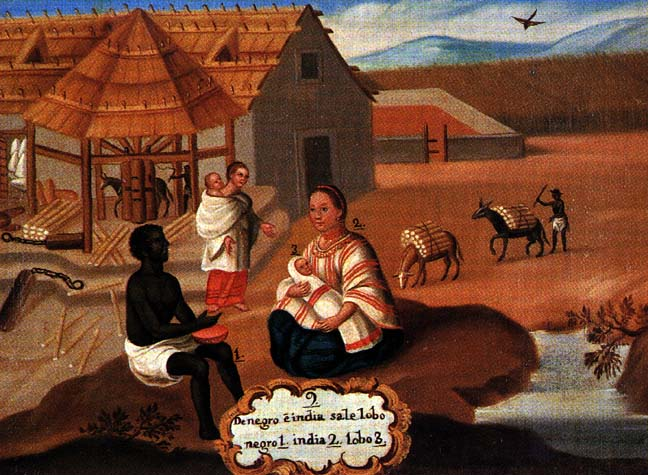
Afrikan, indian och sambo.

Sambo (från spanskans zambo "en som har krokiga ben") är en föråldrad och ofta nedsättande benämning på individer av blandad härkomst. Först och främst är det en benämning på avkomling av en svart afrikan och en indian. Det kan dock också vara benämning på avkomling av en svart person och en mulatt. I äldre tider kunde även en mulatt benämnas sambo.